# Bảo tàng Vùng đất Torzymska ở Ośnie Lubuski
Bảo tàng Vùng đất Torzymska ở Ośnie Lubuski (tiếng Ba Lan: Muzeum Ziemi Torzymskiej w Ośnie Lubuskim) là một bảo tàng Ba Lan tọa lạc tại số 1 Quảng trường chợ, Ośno Lubuskie, Ba Lan. Nó được tạo thành từ một số phòng của Tòa thị chính

## Lược sử hình thành
Bảo tàng Vùng đất Torzymska ở Ośnie Lubuski được thành lập vào ngày 18 tháng 5 năm 2002. Bộ sưu tập của Bảo tàng được đặt trong những căn phòng trước đây từng dùng làm trụ sở cảnh sát. Bảo tàng ra đời từ ý tưởng tập hợp các triển lãm và kỷ vật liên quan đến lịch sử của vùng Torzym về một nơi. Một phần bộ sưu tập của Bảo tàng có nguồn gốc từ các nhà sưu tập tư nhân và người dân thành phố.

## Triển lãm
Bộ sưu tập của Bảo tàng Vùng đất Torzymska ở Ośnie Lubuski hiện đang bao gồm các triển lãm về lịch sử của thành phố và vùng Torzym từ thời tiền sử:
- bộ sưu tập gốm sứ từ thời kỳ đồ đồng đến thế kỷ thứ 2-3 sau Công nguyên
- vật dụng hàng ngày cổ
- quân đội
- mô hình của thành phố trong giai đoạn thế kỷ 12-14
- thông tin về những cư dân nổi tiếng của thành phố (nổi bật là Oskar Dörfler - người phát minh ra giăm bông), và nhiều thứ khác.[2]

## Giờ mở cửa
Bảo tàng Vùng đất Torzymska ở Ośnie Lubuski hoạt động quanh năm, mở cửa vào các ngày thứ Ba, thứ Tư, thứ Sáu và Chủ nhật, từ 10:00 đến 12:00. Khách tham quan được vào cửa miễn phí.